# Guillaume de Machaut

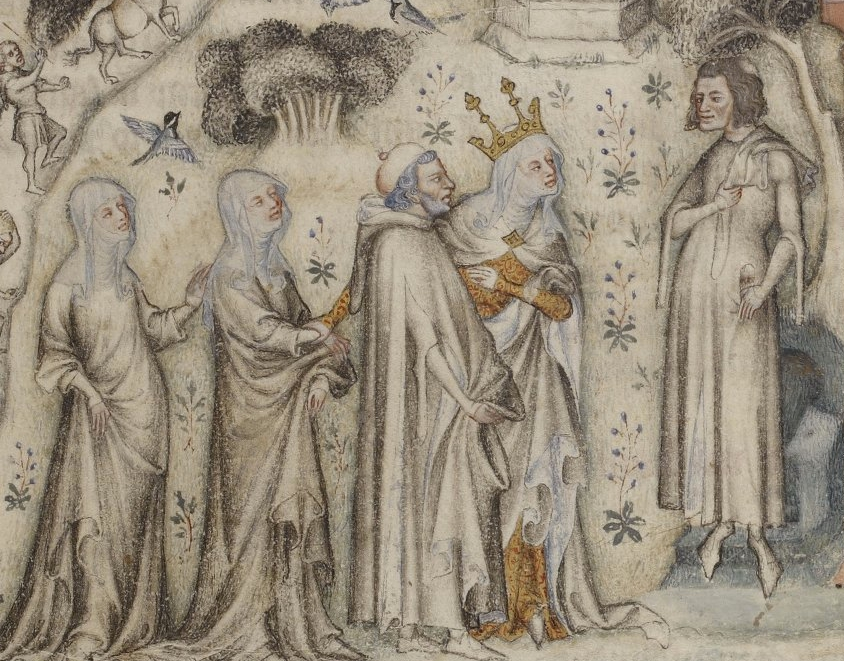
La Natura ofereix a Machaut (el de la dreta) tres infants: Sentit, Retòrica i Música
(Miniatura del segle XIV).

Guillaume de Machaut (c. 1300-1377), de vegades escrit Machault, va ser el més cèlebre escriptor i compositor francès del segle xiv. La influència que va exercir en la producció artística europea posterior va durar, almenys, un segle. Va fixar les regles de les formes poètiques medievals (virolai, rondó, balada).
Va compondre la Missa de Notre-Dame a quatre veus, que és la primera missa polifònica que es coneix escrita per un compositor, és una síntesi de l'ars nova i l'ars antiqua.

## Biografia
Machaut va néixer probablement a la regió de Reims. El seu nom deriva del lloc de naixement, que probablement seria el poble de Machault, a uns 40 quilòmetres al nord-est de Reims, a Les Ardenes) i allà va ser educat. Va morir amb 77 anys.
Del 1323 al 1346 fou secretari del rei de Bohèmia, Joan I de Luxemburg, i allí va descobrir l'amor per la falconeria, la cavalleria i les aventures. En aquesta època es va fer sacerdot. Va acompanyar Joan I en els seus viatges per Europa, i en particular a Praga, principalment en campanyes militars. Va ser nomenat canonge de Verdun el 1330, d'Arràs el 1332 i de Reims el 1333. Cap al 1340, Machaut vivia a Reims, havent renunciat als seus càrrecs canònics a petició del papa Benet XII.
El 1346, Joan I va morir en la batalla de Crécy, i Machaut, que era cèlebre i estava molt sol·licitat, va entrar al servei de diversos nobles: Bonna de Luxemburg, filla del seu antic senyor, Carles II de Navarra, Joan de Berry, i Carles, duc de Normandia, que el 1364 es convertiria en el rei Carles V de França.
Machaut va sobreviure a la pesta negra que va devastar Europa, i va viure els seus últims anys a Reims, copiant els seus manuscrits i component. El seu poema Le Veoir Dit (cap a 1364) és, segons certs autors, autobiogràfic, i en ell relata una història d'amor tardana amb una jove de 19 anys, Péronne d'Armentières, encara que és una qüestió que posen en dubte altres especialistes.
Quan va morir el 1377, el poeta Eustache Deschamps va escriure una lamentació (complainte) a la glòria del «mestre de totes les melodies», text que va ser posat en música per Franciscus Andrieu.

## Obra poètica
L'obra poètica de Machaut comprèn prop de 400 poemes, del qual hi ha 235 balades, 76 rondós, 39 virolais, 24 lais, 10 lamentacions i 7 cants reials, i va contribuir de manera considerable a la codificació i el perfeccionament d'aquestes anomenades "formes fixes".
Una gran part de la seva producció lírica està incorporada en els seus poemes narratius, o dits, com per exemple Le Remède de Fortune i Le Veoir Dit; molts d'aquests poemes no van ser posats en música. Machaut va afirmar clarament que per a ell, l'escriptura del poema precedia sempre la composició de la música, i tenia una major importància.
Tret dels seus motets en llatí, de caràcter religiós, i alguns poemes evocant els horrors de la guerra i la captivitat, l'essència de la poesia lírica de Machaut té com a tema principal l'amor cortesà, i expressa la submissió a una dama, així com les alegries i les penes del poeta. En termes tècnics, Machaut era un mestre dels esquemes rítmics elaborats, i en aquest sentit va ser un precursor dels grans retòrics del segle xv.
L'obra narrativa de Machaut és dominada pel dit, un tipus de poema que, com el seu nom ho indica, no estava destinat a ser cantat. Eren poemes narratius en primera persona i gairebé tots, excepte un, estan escrits en cobles d'octosíl·labs de rimes planes, com la novel·la de la mateixa època. Seguien moltes de les convencions a l'estil de Le Roman de la Rose, com el recurs del somni al·legòric, els personatges al·legòrics, el punt de vista del narrador, o l'amant que intenta tornar amb la seva dama o satisfer-la. Machaut és igualment l'autor d'una crònica poètica de proeses guerreres, Prise d'Alexandrie, i de poemes de consol i de filosofia moral.
Al final de la seva vida, Machaut va escriure un tractat poètic sobre el seu ofici, el seu Prologue (Pròleg).
La poesia de Machaut ha influenciat directament nombrosos escriptors, entre els quals cal destacar Eustache Deschamps, Jean Froissart, Christine de Pisan, Renat I de Nàpols i Geoffrey Chaucer.

### Principals obres líriques
- Jugement dou Roy de Behaingne (Jugement du Roi de Bohême, finals dels anys 1330). Té 2.079 versos.

El narrador sent una conversa entre una dama, de la qual l'amant ha mort, i un cavaller traït per la seva dama; per tal de determinar quin dels dos és el més desgraciat, el narrador demanarà l'opinió del rei de Bohèmia, que consulta al·legories, i el cavaller desgraciat és declarat vencedor.
- Le Remède de Fortune (cap al 1341). Té uns 4.300 versos, i hi ha inclosos 8 poemes lírics, dels quals a 7 els va posar música.

El narrador es interrogat per la seva dama sobre si el poema que ha trobat és d'ell; ell se'n va i en un jardí es troba amb l'Esperança el consola i li explica com pot convertir-se en un bon amant; finalment torna amb la seva dama.
- Dit dou Lyon (Dit du Lion, acabat el 3 d'abril de 1342).

El narrador arriba a una illa màgica on un lleó el guia cap a una bella dama; un vell cavaller s'apropa al narrador i li revela la significació del que veu, després li dona consells per ser un amant millor.
- Dit de l'Alérion, o Dit des Quatre Oiseaux (abans de 1349). És un conte d'amor simbòlic.

El narrador cria quatre ocells diferents, però cadascun d'ells fuig; un dia, el primer ocell, el seu favorit, torna amb ell.
- Jugement dou Roy de Navarre (cap a 1349). És la continuació del Jugement dou Roy de Behaingne i té 4.212 versos.

Una dama retreu al narrador que hagi atorgat el premi al cavaller; el rei de Navarra és consultat i condemna el poeta.
- Confort d'Ami (1357). Dedicada a Carles II de Navarra, que estava presoner a França.

Aquest escrit de consol poètic dona exemples (exemplum) per animar l'ànima a partir de relats bíblics i de textos clàssics.
- 'Dit de la Fonteinne amoureuse, o Livre de Morphée (escrit per a Jean de Berry, cap a 1360). Té 2.848 versos.

El narrador troba un amant desesperat que s'ha de separar de la seva dama; els dos homes arriben davant una font màgica on s'adormen, i en el somni la dama ve a consolar el seu amant.
- Le Veoir Dit, Le Voir Dit o "El dit de la veritat" (cap a 1364). Obra cabdal de Machaut, amb uns 10.000 versos i que per alguns és autobiogràfic.

Conta la tristesa de dos amants que s'han de separar; la dama, anomenada Toute-Belle, i l'amant, sobre els que s'escampen falsos rumors s'escrieun cartes en prosa i poemes lírics per compartir la desgràcia, textos que són integrats dins del relat.
- Dit de la Fleur de Lis et de la Marguerite (cap a 1369). Té 416 versos.

Relat amorós en honor del matrimoni de Felip II de Borgonya, que té un escut d'armes amb flors de Lis, amb Margarida de Flandes.
- Prise d'Alexandrie (cap a 1370). Té uns 9.000 versos.

Relat poètic de les proeses de Pierre de Lusignan, rei de Xipre, escrit després de la mort d'aquest a petició de Carles V de França.
- Prologue. Concebut com un prefaci a l'edició de les seves obres reunides, que redacta cap al 1371.

Aquesta al·legoria descriu els principis de Machaut en matèria de poesia, música i retòrica; lloa les seves dues fonts d'inspiració, la Naturalesa i l'Amor; la Natura li ha donat tres nens: el Sentit, que manté el seu esperit informat, la Retòrica, que li ensenya l'art de construir, i la Música, que «porta alegria» arreu on va. L'Amor li ha donat tres nens més: el Pensament Dolç, el Plaer i l'Esperança, que són els temes sobre els quals treballaran els dons de la Natura (vegeu il·lustració a l'inici de l'article).
D'altres obres narratives són:
- Dit de la Marguerite (cap a 1364)
- Dit dou Cerf Blanc  (cap a 1364)
- Dit de la Rose (després de 1364)
- Dit dou Cheval (cap a 1370)
- Dit dou Vergier
- Dit de la Harpe

## Obra musical

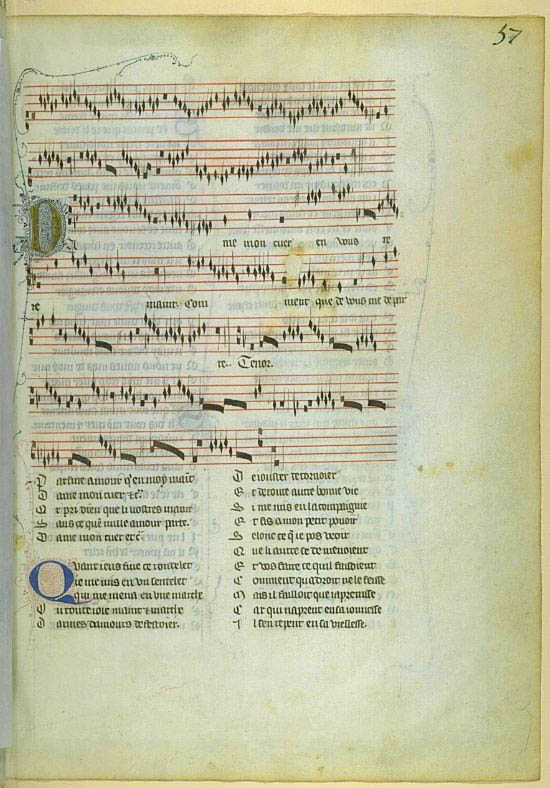
Pàgina manuscrita de les Œuvres de Guillaume de Machaut

La seva obra musical, variada i rica, està influenciada pels dubtes davant els canvis de la societat en la qual viu. Va contribuir d'una manera important al desenvolupament de la música polifònica basant-se en formes com el rondó i la balada.
La seva Missa de Notre-Dame en cinc parts és la primera missa polifònica d'autor que es coneix. Malgrat els diferents moviments, apareixen uns elements musicals comuns que donen unitat a l'obra.
Els seus motets isorítmics a 3 o 4 veus il·lustren principalment les innovacions rítmiques de l'Ars Nova, que va ser possible gràcies a l'evolució de la notació musical.

### Principals composicions musicals
Vegeu la Llista de composicions de Machaut
L'obra musical de Machautr comprèn:
- 15 dits
- 1 pròleg
- 1 crònica
- 235 balades, de les quals 42 tenen música
- 76 rondós, de les quals 22 tenen música
- 39 virolais, de les quals 33 tenen música
- 24 lais, de les quals 19 tenen música
- 10 lamentacions, de les quals 1 té música
- 7 cants reials, dels quals 1 té música
- 23 motets
- 1 missa ordinària
- 1 hoquetus instrumental